# Hôtel de ville de Londres (Newham)
Pour les articles homonymes, voir Hôtel de ville de Londres.
Pour l'ancien siège de l'Autorité du Grand Londres, voir Hôtel de ville de Londres (Southwark).
L'hôtel de ville de Londres (en anglais : London City Hall) est le siège de l'Autorité du Grand Londres (GLA), l'administration régionale du Grand Londres, situé dans le borough londonien de Newham dans l'East London. Depuis 2022 il remplace le précédent hôtel de ville, situé dans le quartier de Southwark. Le bâtiment ouvre ses portes en 2012 et, est alors connu auparavant comme un centre d'exposition d'architecture durable, sous le nom de The Crystal. Construit et inauguré par Siemens, il est le premier bâtiment au monde à atteindre le plus haut niveau en matière de développement durable (voir LEED et BREEAM). Il est acheté par la GLA en 2019 pour le projet de réaménagement des Docklands, les Docks de Londres.
Le bâtiment est situé à côté du Royal Victoria Dock réaménagé à Canning Town. Le terminus nord du téléphérique de Londres, la station Royal Victoria, le Docklands Light Railway et la station de Custom House sur la Elizabeth line sont accessibles à pied. Il est également proche de l'Aéroport de Londres-City.

## Histoire

### Centre d'exposition et de conférence
The Crystal est construit comme un élément clé de la politique du Green Enterprise District de l'Agence de développement de Londres (en).
Le bâtiment est conçu par Perkins+Will (aménagement, responsable de la conception) et Wilkinson Eyre Architects (coquille et noyau) en collaboration avec Arup Group chargé de l'ingénierie du bâtiment et du génie civil, et Turner & Townsend chargé de la gestion du projet. La société Event Communications est responsable de la conception, de la planification, de l'interprétation et de la conception des espaces d'exposition ainsi que de la direction créative, de la conception graphique, de la direction des médias et de la gestion de la construction de ces espaces,. Le bâtiment est le premier à obtenir les plus hautes distinctions en matière de construction durable, respectivement platine et exceptionnelle, de la part des deux principaux organismes d'accréditation au monde, le LEED et BREEAM,.
Lors de son ouverture, The Crystal abrite une exposition permanente sur le développement durable, et est détenu et exploité par Siemens. En 2016, Siemens vend le bâtiment à l'Autorité du Grand Londres, qui l'acquis afin de l'utiliser comme base pour le projet de 3,5 milliards de livres sterling du maire de Londres visant à réhabiliter les Royal Docks. Après le départ de Siemens du bâtiment en 2019, il est utilisé par l'équipe de réhabilitation des Royal Docks, mais de grandes parties du bâtiment restent inoccupées,.

### Hôtel de ville
En juin 2020, le maire de Londres Sadiq Khan annonce qu'il mène une consultation pour le déménagement du siège de l'Autorité du Grand Londres (GLA) de l'hôtel de ville de Southwark à The Crystal afin d'économiser 55 millions de livres sterling pour la GLA sur une période de cinq ans. La décision est confirmée le 3 novembre 2020 et le conseil d'arrondissement de Newham autorise le changement de fonction du bâtiment en décembre 2020,. Prévue pour une date d'ouverture en décembre 2021, le déménagement est retardé et achevé au cours de la troisième semaine de janvier 2022. Le bâtiment est renommé en « Hôtel de ville » (City Hall) en décembre 2021,.

## Architecture
L'ensemble du site mesure 18 000 mètres carrés (soit 190 000 pieds carrés). Le paysage environnant le bâtiment est conçu pour être un paysage urbain durable afin d'encourager un changement d'idéologie sociale, rendant la « durabilité » plus attrayante et permettant aux habitants de participer à des activités sociales au sein du site. Ce dernier comprend des programmes alimentaires locaux et des jardins communautaires pour contribuer à promouvoir ce principe.
Le bâtiment contient un certain nombre de technologies durables, y compris un système de gestion du bâtiment et l'infrastructure KNX. Les dispositifs de contrôle du bâtiment, tels que l'éclairage, les fenêtres, les stores et le chauffage, sont connectés à l'aide du protocole KNX. Le bâtiment dispose de plus de 2 500 appareils connectés KNX.

## Galerie

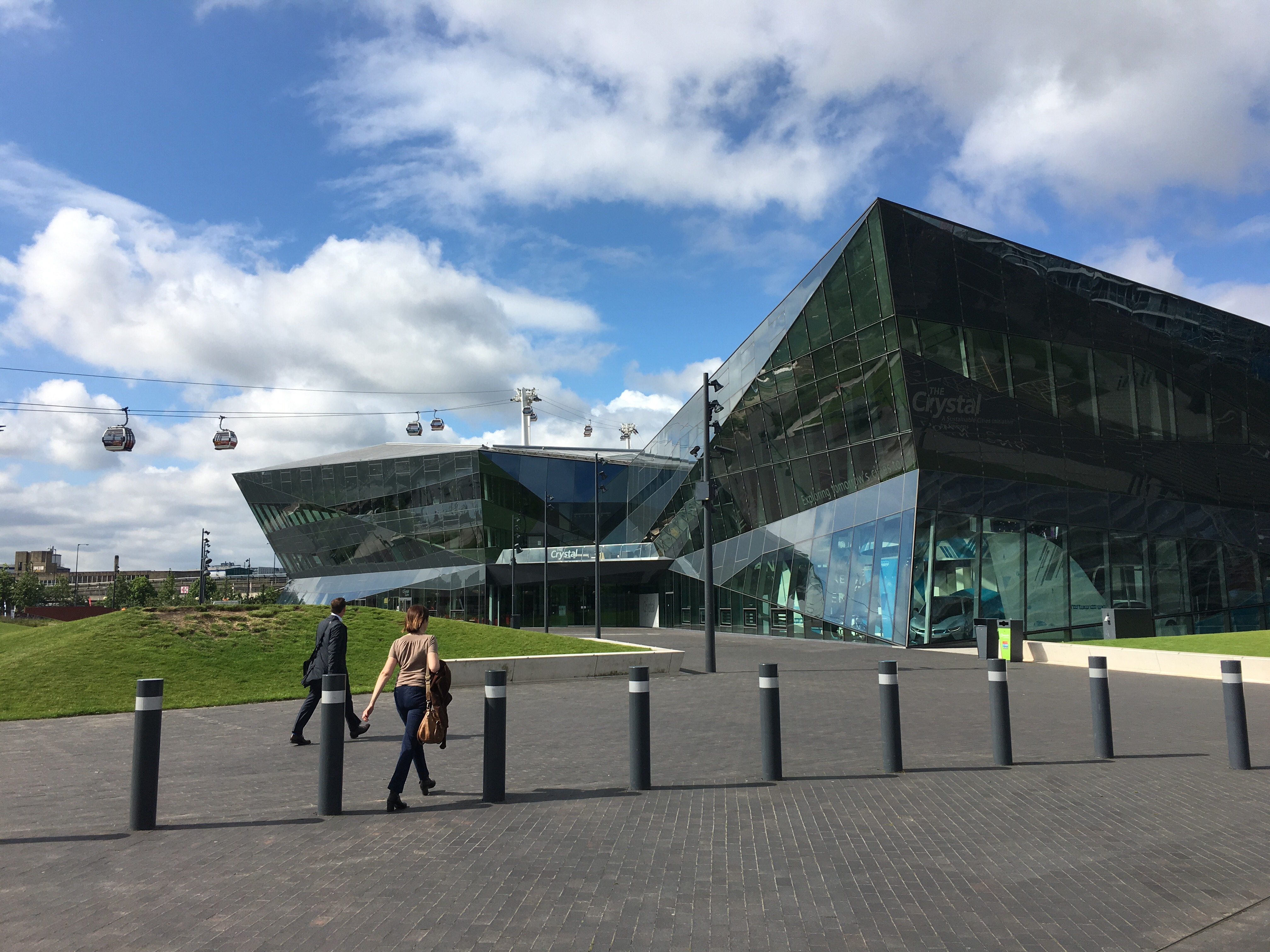
Gros plan du bâtiment
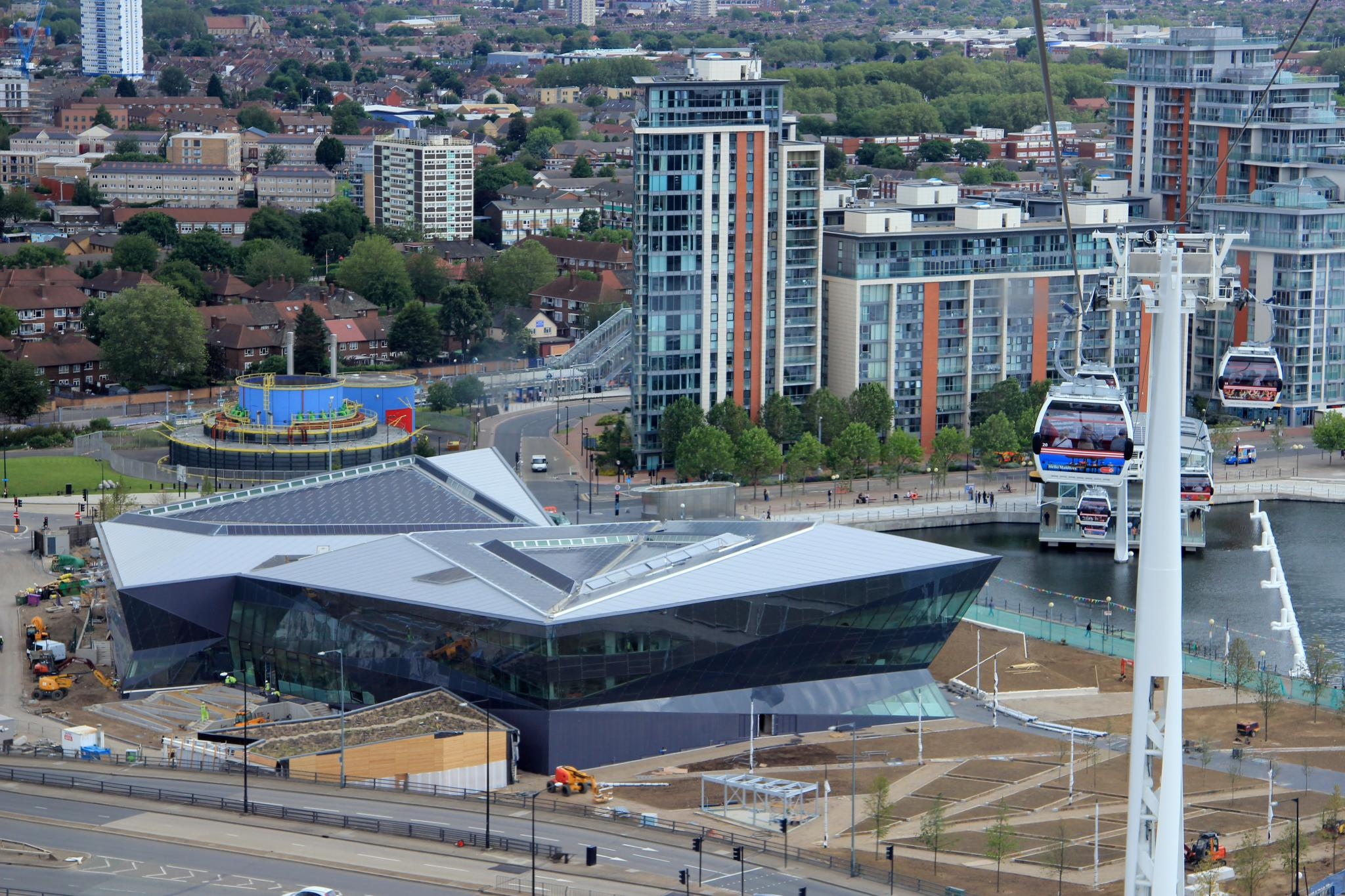
Vue aérienne
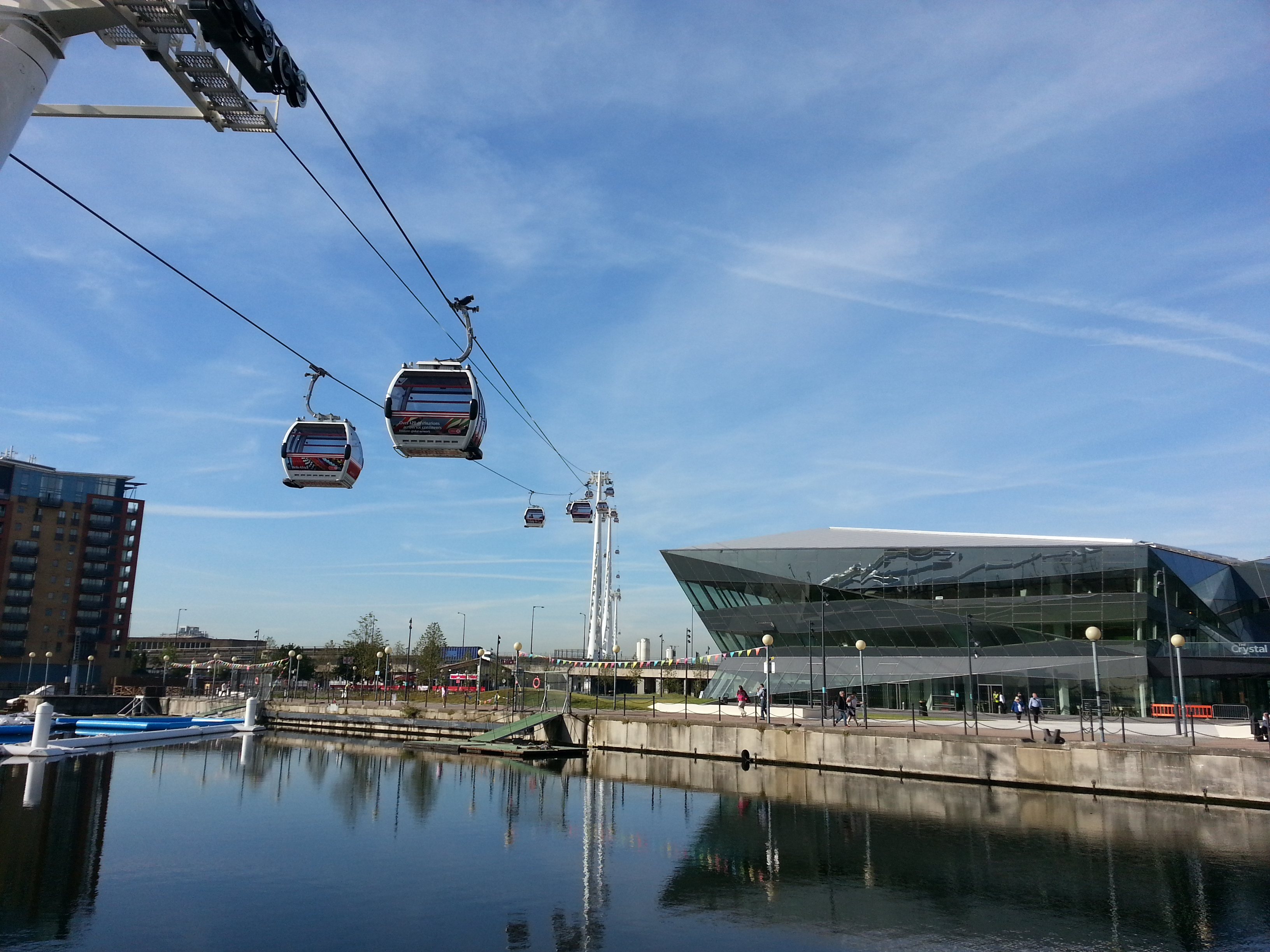
Vue depuis le téléphérique de Londres
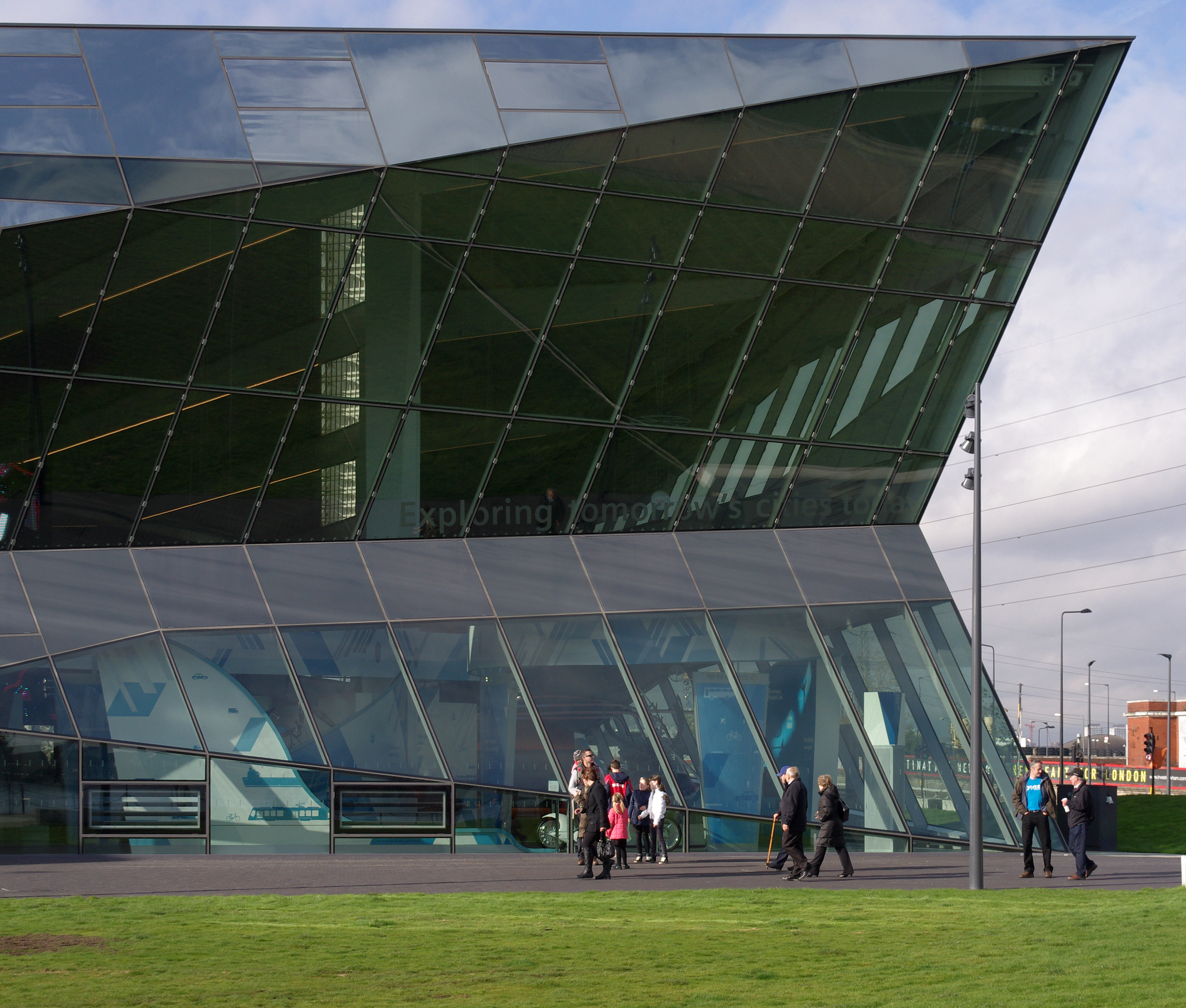
Panneaux de verre